# パトロクロスの葬儀
『パトロクロスの葬儀』（パトロクロスのそうぎ、仏: Les Funérailles de Patrocle, 英: The Funeral of Patroclus）は、フランスの新古典主義の巨匠ジャック＝ルイ・ダヴィッドが1778年から1779年に制作した絵画である。油彩。主題はホメロスの叙事詩『イリアス』で言及されている戦死したアキレウスの親友パトロクロスの葬儀から採られている。ローマで留学の成果を評価してもらうために制作され、フランスの王立絵画彫刻アカデミーに提出された作品の1つである。現在はダブリンのアイルランド国立美術館に所蔵されている。

## 主題
『イリアス』によると、アガメムノンの横暴に激怒したアキレウスは彼が謝罪するまで戦うことを拒否した。さらにアキレウスは母神テティスに願い、アガメムノンが謝罪して復帰を要請するまでトロイアの味方をし、ギリシア軍を苦しめるようゼウスに懇願した。そのためギリシア人は連日のように苦戦を強いられたが、パトロクロスはギリシア人の敗走を見かね、アキレウスの武具を借てそれを装備し、ミュルミドン人を率いて出撃した。パトロクロスを見たトロイア人はアキレウスが出撃したと思って動揺し、パトロクロスはサルペドンをはじめ多くの敵将を討ち取ったが、トロイアの味方をするアポロン神の妨害を受け、最終的にヘクトルによって討たれた。アキレウスはパトロクロスの復讐をするため出撃し、ヘクトルを討ち取ると、その遺体を戦車に結びつけて曳き回し、トロイアの人々を苦しめた。そののちギリシア人の陣営に戻ると、火葬のための薪を切り出し、パトロクロスの葬儀を執り行った。火葬の際には羊や牛など多数の家畜が屠られ、トロイア人の捕虜12人が殺された。アキレウスはヘクトルの遺体を野犬に食わせるつもりであったが、アプロディテとアポロンに守られ、野犬に食われることも太陽の光で干からびることもなかった。

## 作品

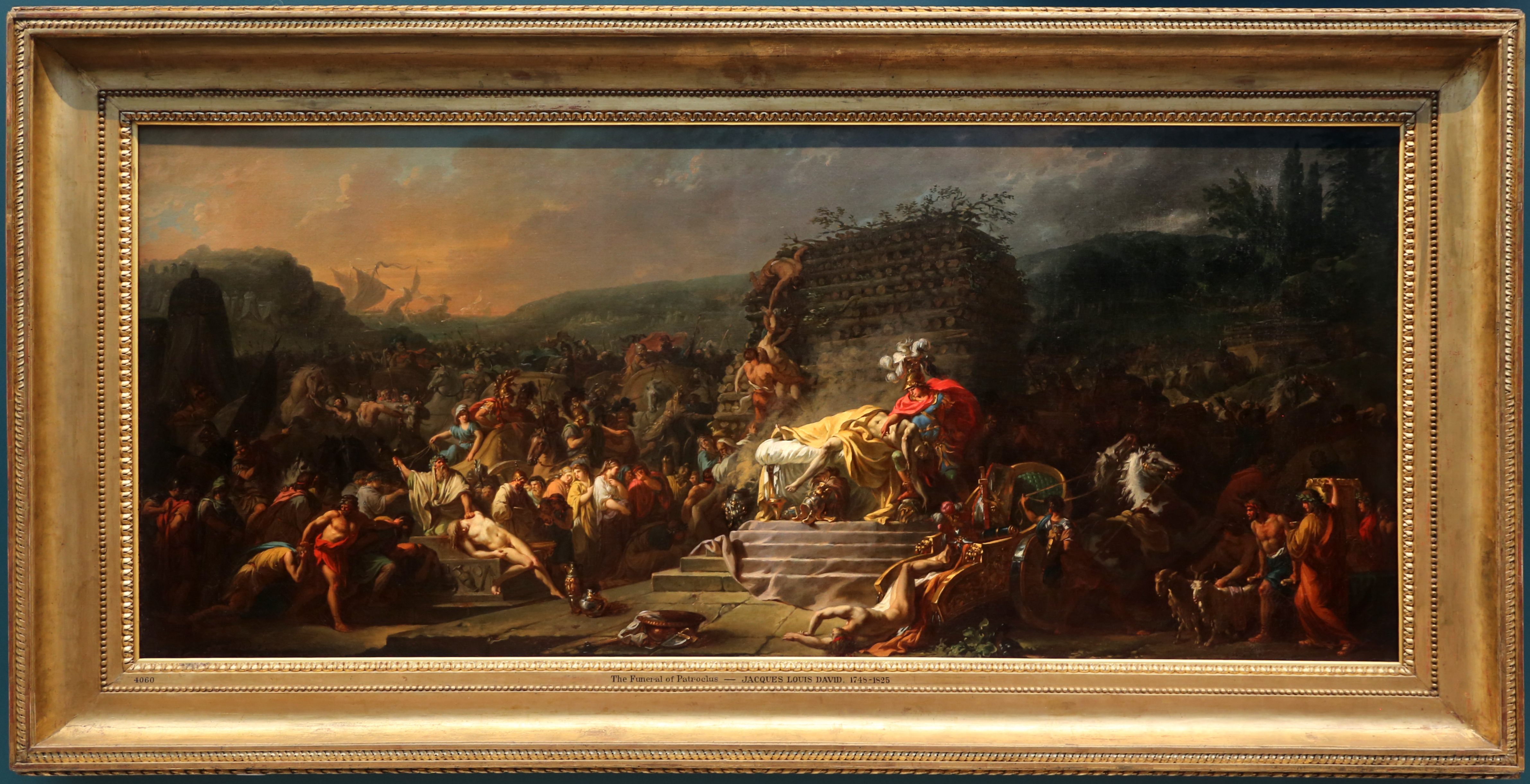
額縁。

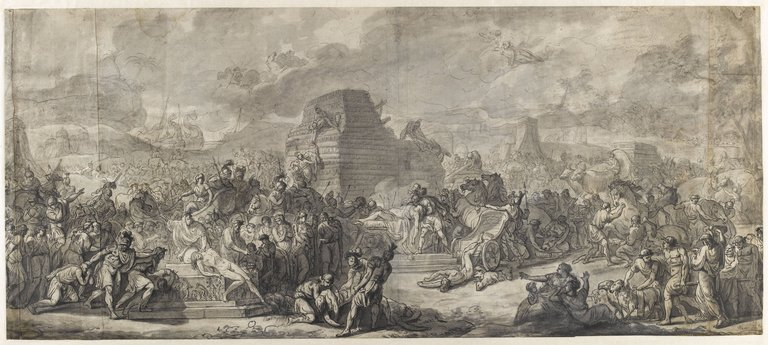
『パトロクロスの葬儀』。ルーヴル美術館所蔵。

ダヴィッドはトロイアの広い平原でパトロクロスの葬儀の準備が進められる様子を描いている。赤いマントと青い甲冑を身に着けた英雄アキレウスの姿は画面中央にあり、トロイアの王子ヘクトルに殺された親友パトロクロスを悼んでいる。彼はパトロクロスの遺体が寝かされた棺台に身を寄せて、遺体を膝の上に抱き寄せている。左前方にはアキレウスの戦車が止められているが、戦車の後部にはいまだヘクトルの遺体が結びつけられたままになっている。
画面左にはパトロクロスの遺体が火葬される前にアキウレスが犠牲にしたトロイア人の捕虜たちの姿があり、そのうちの1人が今まさに神官の手によって祭壇で殺されようとしている。祭壇は血で汚れており、すでに別の捕虜が殺されたことを示している。アキレウスの後方には火葬のための薪が高く積み上げられているが、殺された捕虜の遺体が数人の手によって薪の上に担ぎ上げられようとしている。
画面に光が差し込み、中心部分を明るく照らし出している。画面左背景では戦車を駆るギリシア人の武将たちが混乱しながらも火葬の場に集結しており、さらに遠景には夜明けの光とギリシア人の船舶が停泊した海岸が見える。画面右背景では火葬のための薪が切り出され、葬儀の場に運び込まれている。ダヴィッドの署名は画面左下に「J.L. David f. Roma 1779」に記されている。
絵画は依然としてダヴィッドが自身の様式を模索していた過渡期のものであることを示している。人物たちの形態は神経質で落ち着きがなく、空間配置もまたバロック的である。その一方で一筋の光で薪のほうに視線を誘導するような単純な勢いや、画面全体に逆流するような動きを与えることで画面に緊張感を与えている。ダヴィッドはホメロスの記述から復讐の感情ではなく勇壮さを引き出し、人物たちの身振りや素朴な裸体表現の中にそれを追求した。光は虹色に明滅し、色彩のタッチは魔法のように煌めき、詩的な雰囲気は郷愁を掻き立てるかのようである。遠くの夜明けの光は画面右に行くほど暗い影に移行し、葬儀の準備に費やされた1日の記憶が包み込まれている。
絵画の下絵は1778年にローマで展示され、1779年に再度手を入れ、署名して完成された。

## 来歴
絵画は1781年にパリのサロンに出展されたのち、翌1782年に画家本人からパリの美術商であり美術収集家であったアブラハム・フォンタネルに売却された。その後、絵画は1840年以前にナポリのいくつかのコレクションに加わったのち、ロンドンのハイム画廊（Heim Gallery）の手に渡り、1973年にアイルランド国立美術館によって購入された。

## ギャラリー
ダヴィッドの関連作品

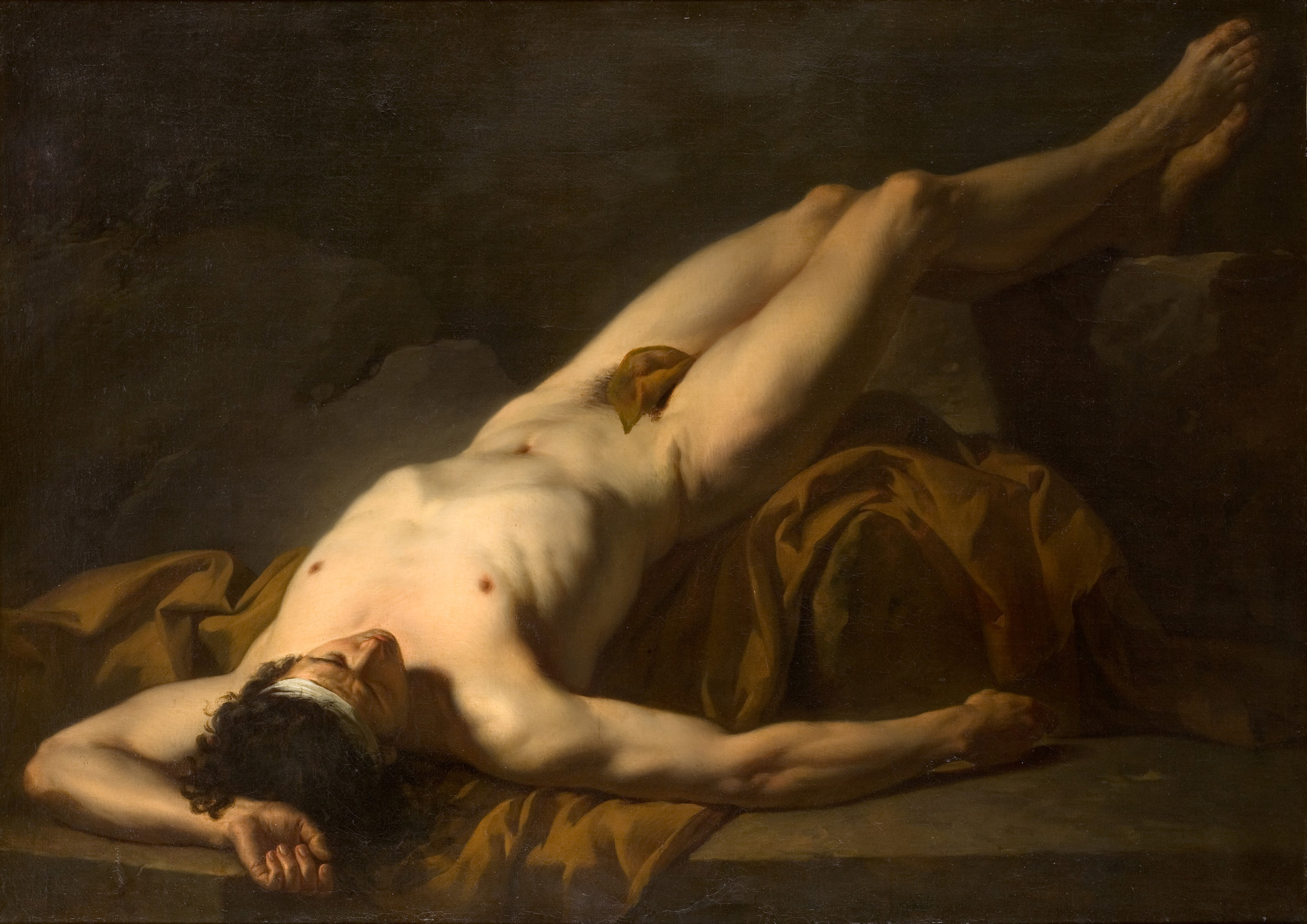
『ヘクトルのための裸体習作』1778年 ファーブル美術館所蔵
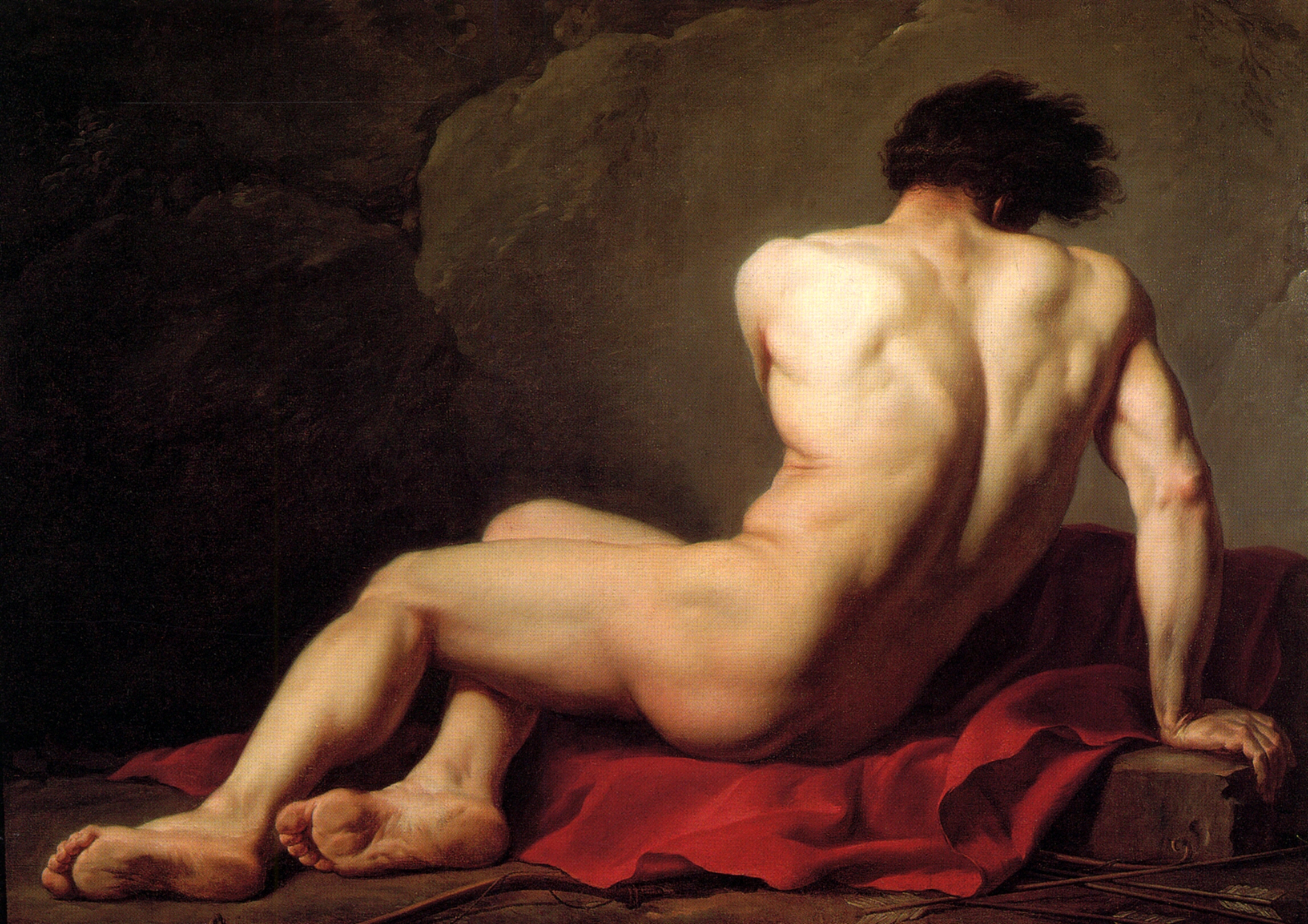
『パトロクロスのための裸体習作』1780年 トマ＝アンリ美術館所蔵